# 献身国防纪念章
献身国防纪念章是中华人民共和国中央军事委员会根据2010年5月4日修订的《中国人民解放军纪律条令》第七十三条规定设立、并于2011年8月1日起启用的纪念章，共分三个等级。

## 授予原则
颁发给烈士和因公牺牲、因公致残的军官、文职干部和士兵。给烈士颁发金质纪念章，给因公牺牲军人颁发银质纪念章，给因公致残军人颁发铜质纪念章。

## 图案
|                         |                         |                         |
| 金质献身国防纪念章/略章 | 银质献身国防纪念章/略章 | 铜质献身国防纪念章/略章 |

## 获得者
| 姓名   | 获得时间  | 获得原因                                                   | 备注         |
| ------ | --------- | ---------------------------------------------------------- | ------------ |
| 赵子龙 | 1月4日    | 哈尔滨“1·02”火灾救援中牺牲。                               | 非战争中阵亡 |
| 张晓凯 | 1月4日    | 哈尔滨“1·02”火灾救援中牺牲。                               | 非战争中阵亡 |
| 傅仁超 | 1月4日    | 哈尔滨“1·02”火灾救援中牺牲。                               | 非战争中阵亡 |
| 侯宝森 | 1月4日    | 哈尔滨“1·02”火灾救援中牺牲。                               | 非战争中阵亡 |
| 杨小伟 | 1月4日    | 哈尔滨“1·02”火灾救援中牺牲。                               | 非战争中阵亡 |
| 杨科璋 | 6月1日    | 2015年5月29日，在扑救一民宅火灾中，为转移被困群众牺牲。    | 非战争中阵亡 |
| 王吉良 | 2015年9月 | 天津港“8·12”瑞海公司危险品仓库特别重大火灾爆炸事故中牺牲。 | 非战争中阵亡 |
| 訾青海 | 2015年9月 | 天津港“8·12”瑞海公司危险品仓库特别重大火灾爆炸事故中牺牲。 | 非战争中阵亡 |
| 成圆   | 2015年9月 | 天津港“8·12”瑞海公司危险品仓库特别重大火灾爆炸事故中牺牲。 | 非战争中阵亡 |
| 杨钢   | 2015年9月 | 天津港“8·12”瑞海公司危险品仓库特别重大火灾爆炸事故中牺牲。 | 非战争中阵亡 |
| 宁子默 | 2015年9月 | 天津港“8·12”瑞海公司危险品仓库特别重大火灾爆炸事故中牺牲。 | 非战争中阵亡 |
| 高洪森 | 2015年9月 | 天津港“8·12”瑞海公司危险品仓库特别重大火灾爆炸事故中牺牲。 | 非战争中阵亡 |
| 邵俊强 | 2015年9月 | 天津港“8·12”瑞海公司危险品仓库特别重大火灾爆炸事故中牺牲。 | 非战争中阵亡 |
| 李远航 | 2015年9月 | 天津港“8·12”瑞海公司危险品仓库特别重大火灾爆炸事故中牺牲。 | 非战争中阵亡 |
| 林海明 | 2015年9月 | 天津港“8·12”瑞海公司危险品仓库特别重大火灾爆炸事故中牺牲。 | 非战争中阵亡 |
| 宁宇   | 2015年9月 | 天津港“8·12”瑞海公司危险品仓库特别重大火灾爆炸事故中牺牲。 | 非战争中阵亡 |
| 庞题   | 2015年9月 | 天津港“8·12”瑞海公司危险品仓库特别重大火灾爆炸事故中牺牲。 | 非战争中阵亡 |
| 田宝健 | 2015年9月 | 天津港“8·12”瑞海公司危险品仓库特别重大火灾爆炸事故中牺牲。 | 非战争中阵亡 |
| 蔡家远 | 2015年9月 | 天津港“8·12”瑞海公司危险品仓库特别重大火灾爆炸事故中牺牲。 | 非战争中阵亡 |
| 王琪   | 2015年9月 | 天津港“8·12”瑞海公司危险品仓库特别重大火灾爆炸事故中牺牲。 | 非战争中阵亡 |
| 郭俊瑶 | 2015年9月 | 天津港“8·12”瑞海公司危险品仓库特别重大火灾爆炸事故中牺牲。 | 非战争中阵亡 |
| 袁海   | 2015年9月 | 天津港“8·12”瑞海公司危险品仓库特别重大火灾爆炸事故中牺牲。 | 非战争中阵亡 |
| 江泽国 | 2015年9月 | 天津港“8·12”瑞海公司危险品仓库特别重大火灾爆炸事故中牺牲。 | 非战争中阵亡 |
| 尹艳荣 | 2015年9月 | 天津港“8·12”瑞海公司危险品仓库特别重大火灾爆炸事故中牺牲。 | 非战争中阵亡 |
| 甄宇航 | 2015年9月 | 天津港“8·12”瑞海公司危险品仓库特别重大火灾爆炸事故中牺牲。 | 非战争中阵亡 |
| 陈博文 | 2015年9月 | 天津港“8·12”瑞海公司危险品仓库特别重大火灾爆炸事故中牺牲。 | 非战争中阵亡 |
| 唐子懿 | 2015年9月 | 天津港“8·12”瑞海公司危险品仓库特别重大火灾爆炸事故中牺牲。 | 非战争中阵亡 |
| 李洪喜 | 2015年9月 | 天津港“8·12”瑞海公司危险品仓库特别重大火灾爆炸事故中牺牲。 | 非战争中阵亡 |
| 刘程   | 2015年9月 | 天津港“8·12”瑞海公司危险品仓库特别重大火灾爆炸事故中牺牲。 | 非战争中阵亡 |
| 梁仕磊 | 2015年9月 | 天津港“8·12”瑞海公司危险品仓库特别重大火灾爆炸事故中牺牲。 | 非战争中阵亡 |

| 姓名     | 获得时间 | 获得原因                                           | 备注         |
| -------- | -------- | -------------------------------------------------- | ------------ |
| 欧阳文健 | 8月22日  | 在台风“电母”登陆期间营救群众，不幸被洪峰卷走牺牲。 | 非战争中阵亡 |

| 姓名   | 获得时间  | 获得原因                            | 备注 |
| ------ | --------- | ----------------------------------- | ---- |
| 陈祥榕 | 2020年6月 | 2020年6月中印加勒万河谷冲突中阵亡。 |      |
| 陈红军 | 2020年6月 | 2020年6月中印加勒万河谷冲突中阵亡。 |      |
| 肖思远 | 2020年6月 | 2020年6月中印加勒万河谷冲突中阵亡。 |      |
| 王焯冉 | 2020年6月 | 2020年6月中印加勒万河谷冲突中阵亡。 |      |